# Jason de Vos
Jason Richard de Vos (London, Ontario, Canadá, 2 de enero de 1974) es un exfutbolista canadiense. Jugó como defensa. 
Actualmente es miembro de Canada Soccer Hall of Fame desde 2013.

## Selección nacional
Ha sido internacional con la Selección de fútbol de Canadá, disputó 49 partidos internacionales y marcó 4 goles. Fue campeón de la Copa de Oro de la Concacaf 2000 con su país, fue el capitán del equipo y fue elegido como uno de los 11 mejores futbolistas del campeonato. Participó en la Copa FIFA Confederaciones 2001. También jugó la Copa de Oro en 2002 y 2003.

### Participaciones en la Copa de Oro de la Concacaf
| Copa                            | Sede                   | Resultado     |
| ------------------------------- | ---------------------- | ------------- |
| Copa de Oro de la Concacaf 2000 | Estados Unidos         | Campeón       |
| Copa de Oro de la Concacaf 2002 | Estados Unidos         | Tercer puesto |
| Copa de Oro de la Concacaf 2003 | Estados Unidos/ México | Primera fase  |

### Participaciones en la Copa FIFA Confederaciones
| Copa                           | Sede  | Resultado    |
| ------------------------------ | ----- | ------------ |
| Copa FIFA Confederaciones 2001 | Japón | Primera fase |

## Clubes
| Club              | País       | Año         |
| ----------------- | ---------- | ----------- |
| London Lasers     | Canadá     | 1990        |
| Kitchener Kickers | Canadá     | 1991        |
| London Lasers     | Canadá     | 1992        |
| Montreal Impact   | Canadá     | 1993 - 1996 |
| Darlington        | Inglaterra | 1996 - 1998 |
| Dundee United     | Escocia    | 1998 − 2001 |
| Wigan Athletic    | Inglaterra | 2001 − 2004 |
| Ipswich Town      | Inglaterra | 2004 − 2008 |